# Brunhuvad kråka
Brunhuvad kråka (Corvus fuscicapillus) är en fågel i familjen kråkfåglar inom ordningen tättingar.

## Utseende och läte
Brunhuvad kråka har svart kropp, brunt huvud och brunt på bröstet. Den mycket kraftiga näbben är mörk hos adulta hanar, men gul hos adulta honor och ungfåglar. Ögat är blått. Arten liknar flera andra kråkarter i området, men papuakråkan har bar skär hud i ansiktet och torreskråkan har tunnare näbb och hittas i öppnare miljöer. Lätet är ett kraxande typiskt för kråkor. 

## Utbredning och systematik
Brunhuvad kråka behandlas antingen som monotypisk eller delas in i två underarter med följande utbredning:
- Corvus fuscicapillus megarhynchus – förekommer på öarna Waigeo och Gemien utanför Nya Guinea
- Corvus fuscicapillus fuscicapillus – förekommer på Aruöarna och de lägre områdena på Nya Guinea kring floden Mamberamo

## Status och hot
Arten har ett stort utbredningsområde, men tros minska i antal, dock inte tillräckligt kraftigt för att den ska betraktas som hotad. Internationella naturvårdsunionen IUCN listar arten som livskraftig (LC).